# 徐曰忠
徐曰忠（1478年—？），字公輔，江西南昌府進賢縣人，民籍，明朝政治人物。

## 生平
江西鄉試第三十五名舉人。正德十六年（1521年）中式辛巳科會試第四十五名，登第二甲第六十名進士。

## 家族
曾祖徐德純；祖父徐世光，曾任聽選官；父徐祥，曾任貢士。母舒氏。永感下。